# Valgjärve
Cet article concerne le village. Pour l'ancienne commune, voir Commune de Valgjärve.
Valgjärve est un village de la commune de Kanepi, situé dans le comté de Põlva en Estonie. Avant la réorganisation administrative d'octobre 2017, il faisait partie de la commune de Valgjärve.
En 2020, la population s'élevait à 165 habitants.